# José Javier Pomés Ruiz
José Javier Pomés Ruiz (Pamplona, 12 de març de 1952) és un advocat i polític navarrès. Es llicencià en dret a la Universitat de Navarra i va obtenir un màster en economia i administració d'empreses a l'IESE. Ha treballat durant anys com a empresari i ha estat fundador de la Federació de la Petita i Mitjana Empresa de Navarra.
Políticament, ha estat secretari general d'Unió del Poble Navarrès, diputat a les eleccions al Parlament de Navarra de 1991 i conseller d'economia i hisenda del Govern de Navarra en el govern de Juan Cruz Alli (1991-1993).
Fou parlamentari europeu el 1993-1994 i 1996-1999. Posteriorment fou elegit diputat a les eleccions al Parlament Europeu de 1999 i 2004. De 1997 a 1999 fou membre de la Delegació per a les Relacions amb els Països de l'Àsia Meridional i l'Associació Sud-asiàtica para la Cooperació Regional (SAARC) i de 2004 a 2009 fou membre de la Delegació per a les Relacions amb els Països del Sud-est Asiàtic i de l'Associació de Nacions del Sud-est Asiàtic (ASEAN). El 2008 formà part de la comissió de membres d'UPN, que abandonaren el partit per a refundar el Partit Popular a Navarra.
En 2017 fou portat a judici sota l'acusació de maquinar per no pagar els deutes a la Seguretat Social de Viajes Marsans, demanant-se-li una pena de 3 anys i mig de presó.